# Drogentest
Ein Drogentest ist eine Untersuchungsmethode zur Bestimmung von Art und Menge der Aufnahme einer Droge oder eines Medikamentes im Körper eines Menschen oder Tieres. Ein Drogentest wird in der Regel aufgrund eines Missbrauchsverdachtes durchgeführt.

## Analytische Bestimmung
Der Einsatz analytischer Methoden sollte sich in erster Linie nach der Aufgabenstellung richten. Folgende Überlegungen sind bei Drogentests anzustellen:
- Welche Drogen sollen bestimmt werden (Analyten), um welche Aussagen zu treffen (Anlass)?
- Wie lange liegt ein fraglicher Drogenkonsum zurück (Stunden, Tage, Wochen, Monate oder chronisch)?
- Daraus ergibt sich welche Untersuchungsmaterialien in Frage kommen und
- welches Verfahren bzw. welche Teste prinzipiell geeignet sind (analytische Anforderungen).
- Inwieweit sind die möglichen Verfahren routinemäßig bzw. für den vorgesehenen Anlass verwendbar?

## Immunologische Vortests
Zur Rationalisierung der Untersuchungen kann mit den Proben eine immunchemische Vorprüfung mit einem Lateral-Flow-Test durchgeführt werden. So können Proben schnell, empfindlich und ohne größere Aufbereitung auf Anwesenheit verschiedener Wirkstoffe bzw. Wirkstoffklassen vorselektiert werden. Dazu wird das Prinzip der Kreuzreaktivität genutzt, so dass mit einem Test eine gesamte Stoffgruppe getestet werden kann.
Das Testen auf immunologischer Basis hat seinen Ursprung in den USA, wo Immunassays zum Drogennachweis neben dem Einsatz im toxikologischen Bereich seit Ende der 1980er Jahre in großem Ausmaß im Rahmen von Einstellungsuntersuchungen („pre-employment testing“) oder zur Überwachung der Drogenfreiheit am Arbeitsplatz („workplace testing“) eingesetzt werden. Demzufolge richteten sich viele Hersteller von Immunassays bei Angabe der Entscheidungsgrenzen zwischen „positiv“ und „negativ“ (sog. „Cut-off-Werte“) nach amerikanischen Kriterien, d. h. den Vorgaben der NIDA. Seit vielen Jahren werden aber auch sensitivere Teste mit niedrigeren Cut-Offs angeboten. Zum Teil sind die Cut-Offs rechtlich vorgegeben, meist werden sie von den Testherstellern festgelegt.
Alle Assays basieren auf dem Prinzip der Antigen-Antikörper-Reaktion, nach dem die gesuchten Substanzen mit Antigenen um die Bindungen mit spezifischen Antikörpern konkurrieren. Die Anzahl der gebildeten Immunkomplexe aus Antikörpern und Analyten erlaubt eine Aussage über die Konzentration des Analyten in der Probe. Die Antikörper-Antigen-Bindung ist jedoch bei den meisten Immunassays nicht direkt analytisch zugänglich. Dieses Problem wird dadurch gelöst, dass einer der beiden Komponenten, das Antigen oder der Antikörper, mit einer gut nachweisbaren Markierungssubstanz gekoppelt wird, z. B. mit einem Enzym (Biokatalysator), Farbstoff, Fluorophor oder seltener mit einer radioaktiven Komponente.
Drogen-Immunassays gibt es vor allem zwei Typen, die weit verbreitet sind: Teststreifen (Sticks) bzw. Testkassetten für die schnelle, manuelle Vor-Ort-Bestimmung (Drogenschnellteste / POCT) und automatisierte Flüssigreagenzienteste, die meist in Laboren durchgeführt werden (oft als „EIA“ abgekürzt, es gibt aber viele andere Bezeichnungen, die oft Markennamen sind, z. B. CEDIA, KIMS, Syva u. a.). EIAs ermöglichen im Vergleich zu Teststreifen/-kassetten oft einen niedrigeren Cut-Off, d. h. kleinere Mengen können nachgewiesen werden. Vor allem aber sind Ablesefehler – die bei Teststreifen häufigste Fehlerquelle – durch die automatisierte Messung nahezu ausgeschlossen und EIAs besitzen eine viel höhere Präzision und Richtigkeit.
Neben dem Einsatz in der Urinuntersuchung lassen sich Immunoassays auch zum Nachweis von Drogen in anderen Körpermaterialien verwenden. So sind EIAs und Mikrotiterplatten-Tests auf dem Markt, die enzym-immunochemisch sehr empfindlich den Nachweis von Drogen bzw. Metaboliten z. B. in Vollblut bzw. Serum ermöglichen.
Drogen-Immunassays sind Vorteste, d. h. liefern kein abschließendes Ergebnis:
Immunassays geben eine wertvolle Aussage zum Drogengehalt untersuchter Proben, jedoch müssen die erzielten Ergebnisse durch den Einsatz weiterer beweiskräftiger Verfahren mit höherer Spezifität abgesichert werden (Bestätigungsverfahren). Das ist so, weil bedingt durch die Kreuzreaktivität der Immunassays insbesondere falsch positive Ergebnisse häufig sind; Bei Teststreifen kommen noch Ablesefehler dazu. Nur durch Bestätigungsverfahren ist die sichere Identifikation und exakte quantitative Bestimmung gewährleistet.

## Bestätigungsverfahren
Eine beweissichere quantitative Bestimmung der verschiedenen Drogen aus einer komplexen Matrix wie z. B. dem Serum erfordert den Einsatz einer selektiven Methode. Die niedrigen Konzentrationen im Nanogramm-Bereich von Drogen im Blut, aber auch im Speichel, machen den Einsatz aufwändiger analytischer Bestimmungsmethoden erforderlich, die auch die Messung nahe der Nachweisgrenze ermöglichen.
In der Literatur werden zahlreiche Verfahren zur Identifizierung und zur quantitativen Bestimmung aus physiologischen Probenmaterialien beschrieben, wobei die Kombination der Flüssigchromatographie bzw. Gaschromatographie mit der Massenspektrometrie mit stabilen Isotopen als interne Standards bevorzugt verwendet wird. Die Gaschromatographie-Massenspektrometrie (GC/MS) ist seit langer Zeit als eine „definitive Methode“ bekannt, die sich dadurch auszeichnet, dass sie „richtig“ und spezifisch ist; sie liefert einen definitiven (richtigen) Wert als beste Annäherung an den „wahren Wert“. Auch in den „Mandatory Guidelines for Federal Workplace Drug Testing Programs“ in den USA wird die GC-MS als „confirmatory drug test“ angeführt. Des Weiteren kommt als definitive Methode zunehmend die Flüssigchromatographie, HPLC, vor allem gekoppelt mit einem massenspektrometrischen Detektor (LC/MS), zum Einsatz.

## Untersuchungsmaterial

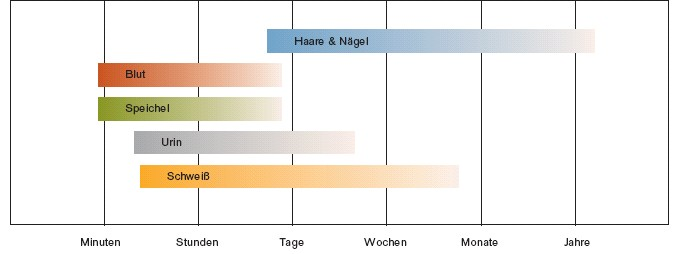
Analytische Nachweisfenster unterschiedlicher Untersuchungsmaterialien

Um festzustellen, ob Medikamente bzw. Drogen im Körper enthalten sind, können toxikologische Analysen mit verschiedenen Körpermaterialien durchgeführt werden. Diese sind in Abhängigkeit von der Fragestellung zu wählen; so kann in Speichel und Blut ein kurz zurückliegender Konsum nachgewiesen werden, Haare hingegen ermöglichen als „Fahrtenschreiber“ einen besseren Einblick über einen länger zurückliegenden Zeitraum.
Analytische Nachweisfenster unterschiedlicher Untersuchungsmaterialien.

### Blut
Das Blut ist für die Untersuchung auf Drogen und Medikamente sehr gut geeignet, da es die fragliche Substanz ab dem Zeitpunkt der Verabreichung enthält und in alle Gewebe einschließlich der Wirkorte und der Organe transportiert, die ihn wieder aus dem Organismus entfernen. Blut ist nicht manipulierbar, in der Zusammensetzung recht einheitlich und die Wirkstoffkonzentration steht in einem dynamischen Gleichgewicht mit der Konzentration aufgenommener Substanzen im Zentralnervensystem und somit, zumindest im beschränkten Maße, in Bezug zu einer Wirkung. Aus all diesen Gründen erfüllt aus polizeilicher bzw. verkehrsrechtlicher Sicht nur Blut als Untersuchungsmaterial die deutschen gesetzlichen Vorgaben des § 24a Absatz 2 Straßenverkehrsgesetz. Da in Deutschland Duldungspflicht besteht, kann die Blutentnahme im Rahmen begangener Verkehrsdelikte von der Polizei angeordnet werden. Allerdings ist die Entnahme hoch invasiv und somit zum Testen „vor Ort“ nicht geeignet. Die zu untersuchenden Fremdstoffe bzw. deren Metabolite kommen im Blut in geringeren Konzentrationen als im Urin vor, weshalb ein Konsum nur vergleichsweise kurz nachgewiesen werden kann (je nach Substanz einige Stunden bis Tage). Für ein allgemeines Missbrauchs-Screening ist das ein Nachteil, für polizeilich-juristische Fragestellungen ein Vorteil.

### Urin
Für viele Fragestellungen ist Urin das Untersuchungsmaterial der ersten Wahl. Für andere Fragestellungen ist die Untersuchung von Urin eine wichtige Ergänzung. Als Untersuchungsmaterial hat Urin den Vorteil, ohne invasive Techniken in zumeist großer Menge vom Probanden abgegeben werden zu können. Generell liegen die Fremdstoffe bzw. deren Metaboliten in höherer Konzentration vor als im Blut und können länger nachgewiesen werden. Auch kann das breitere Metabolitenprofil zusätzliche Informationen liefern. Nachteilig ist jedoch die nur bedingt mögliche Vergleichbarkeit zum Blutergebnis. So finden sich zumeist direkt nach Konsum bereits messbare Konzentrationen im Blut, während durch den Abbauprozess der Drogen im Körper der Nachweis im Urin noch nicht oder kaum möglich ist. Fremdstoffe bzw. deren Metabolite sind in Urin (je nach Substanz) einige Tage bis Wochen nachweisbar. Daher ist bei einem positiven Nachweis im Urin nicht zwangsläufig auf einen eng zurückliegenden Konsum zu schließen; gerade beim Cannabiskonsum ist das zur Detektion genutzte Hauptabbauprodukt, die THC-Carbonsäure, noch bis zu Wochen später im Urin vorhanden.
Der THC-Urintest kann durch passive Inhalation beeinflusst werden. Drogenurintests, die zu aggressiv bezüglich THC eingestellt sind (Nachweisgrenze (Cut-Off) bei weniger als 50 ng/ml) könnten bei Menschen, die ohne zu rauchen cannabisrauchhaltige Luft eingeatmet haben (Passivraucher), ein positives Resultat ergeben. Um Passivraucher auszuschließen, sollten Tests mit einem Grenzwert von 50 ng/ml verwendet werden.
Die Notwendigkeit geeigneter Örtlichkeiten zur Abgabe einer Urinprobe machte bzw. macht einen hohen Zeit- und Personalaufwand erforderlich. Gerade bei beobachteter Abgabe (sogenannte „direkte Sicht“) ist eine Wahrung der Intimsphäre der getesteten Person unmöglich. Auch kann eine Urinabgabe des Probanden auf vielfältige Art und Weise manipuliert werden. Für den Abstinenznachweis im Rahmen einer MPU (Medizinisch-Psychologische Untersuchung) ist eine Urin-Probengewinnung unter direkter Sicht zwingend vorgeschrieben. Für andere Fragestellungen gibt es eine Alternative, die eine sichere Probenzuordnung ohne direkte Sicht ermöglicht, den Ruma-Marker.
Zunächst war das Marker-System wenig verbreitet. Seit das Verfahren aber von mehreren Anbietern verwendet wird, nimmt seine Verbreitung zu.

### Speichel
Der (physiologische) Speichel ist farblos und durchsichtig, von geringer Viskosität und wird von den in der Mundhöhle und in ihrer Umgebung liegenden Speicheldrüsen gebildet. Diese Drüsen sondern täglich etwa 1–1,5 Liter Speichel ab.
Speichel bietet als Untersuchungsmaterial eine aufschlussreiche Aussage zur aktuellen Drogenbeeinflussung, da sich, ähnlich den Blutproben, aktuellere Bezüge zum Zeitpunkt des Drogenkonsums und zum Grad der Wirkung herstellen lassen als mit der Untersuchung von Urin. Bei der Gewinnung von Speichelproben stellen sich weniger Probleme als bei der Gewinnung einer Urinprobe: die Intimsphäre der Probanden wird nicht sehr wesentlich beeinträchtigt und die Probengewinnung kann deshalb direkt an der Teststelle unter ständiger Aufsicht erfolgen, ohne dass besondere Einrichtungen erforderlich wären. Daher ist der benötigte Zeit- und Personalaufwand zu Testdurchführung geringer als bei Urintests. Bei getesteten Personen besteht generell eine größere Bereitschaft einen Speichelvortest durchzuführen als einen Urinvortest. Mögliche Proben-Manipulationen durch den Probanden sind weitestgehend ausgeschlossen. Die Konzentrationen der meisten Drogen sind im Speichel höher als im Blut. Speicheltests kommen häufig als Screeningtests bei polizeilichen Maßnahmen und bei Kontrollen am Arbeitsplatz zum Einsatz, wo die Fragestellung einer aktuellen Beeinflussung der Probanden besteht.

### Haare/Nägel
Auch keratinhaltiges Material wie Haare oder Nägel lässt sich als Analysenmaterial verwenden. Durch den Einschluss von Drogen in der Keratinstruktur können unter Berücksichtigung der durchschnittlichen Haar-Wachstumslänge (ca. 1 cm/Monat) Aussagen zur „Drogenkarriere“ des Untersuchten sowie in gewissem Maße zu Konsumverhalten getroffen werden. Allerdings kann durch die Untersuchung keine Auskunft zu akutem Konsum von Drogen gegeben werden. Der Einsatz von Haaren oder Nägeln als Untersuchungsmaterial ist für einen Vortest nicht sinnvoll.
→ Siehe auch: Haaranalytik

### Zähne
Zahnsubstanz (Dentin) lässt sich als Nachweis für Drogen- und Medikamentenkonsum nutzen. Für die Untersuchung auf Morphin, Codein, Ecstasy, MDEA, Amphetamin, Metamphetamin, Kokain und ein Kokainabbauprodukt benötigt man lediglich 0,05 Gramm Zahnsubstanz, das mithilfe eines mit einem Massenspektrometer gekoppelten Flüssigkeits-Chromatografen einen Drogennachweis liefert.